# Battaglia di Chesapeake
(Russell Weigley)
La battaglia di Chesapeake, nota anche come battaglia dei Virginia Capes, fu una battaglia navale di importanza fondamentale nella guerra d'indipendenza americana ed ebbe luogo presso lo sbocco nell'oceano Atlantico della baia di Chesapeake il 5 settembre 1781.
Fu combattuta fra la flotta britannica, al comando del contrammiraglio Sir Thomas Graves, e quella francese, al comando del contrammiraglio conte de Grasse.
Tatticamente la battaglia non ebbe una conclusione nettamente favorevole per i francesi ma da un punto di vista strategico fu la più grave sconfitta britannica dall'inizio della guerra in corso, poiché impedì alla forza navale inglese di rafforzare, o consentire una ordinata evacuazione, alle forze di terra britanniche comandate dal generale Charles Cornwallis che erano bloccate a Yorktown, in Virginia. Essa inoltre impedì interventi britannici contro il flusso dei trasporti di truppe francesi ed americane fino a Yorktown, attraverso la baia di Chesapeake. Il risultato fu che Lord Cornwallis dovette arrendersi dopo l'assedio di Yorktown e la prima conseguenza di tale resa fu che essa determinò l'inizio di negoziati fra le parti, che sfociarono poi nella pace fra americani ed inglesi e con il riconoscimento, da parte di questi ultimi, dell'indipendenza degli Stati Uniti d'America.
Giunto l'ammiraglio de Grasse con la sua flotta sul teatro di guerra nel luglio 1781, gli si presentarono due possibilità: attaccare le forze inglesi a New York od in Virginia. Egli scelse la seconda e giunse alla baia di Chesapeake alla fine di agosto. Dopo aver appreso che de Grasse era partito dai Caraibi per il Nordamerica e che l'altro ammiraglio francese, de Barras era anch'egli salpato da Newport, nel Rhode Island, l'ammiraglio Graves concluse che le due forze navali avrebbero dovuto congiungersi alla baia di Chesapeake. Salpato da New York con 19 vascelli, Graves giunse dinnanzi ai Capi Virginia, che delimitano l'imbocco della baia di Chesapeake, il mattino del 5 settembre per vedere che la flotta del de Grasse era ancorata nella baia.
De Grasse preparò in fretta e furia gran parte della sua flotta, 24 vascelli da combattimento, per la battaglia e salpò per andare incontro a Graves. In due ore di scontri, dopo ore di manovre, le linee delle due formazioni si combatterono solo parzialmente: solo le avanguardie ed il centro delle due formazioni si scontrarono effettivamente e la battaglia fu di conseguenza piuttosto lieve, sebbene gl'inglesi avessero avuto un maggior numero di perdite ed un vascello danneggiato. La battaglia terminò al calar del sole. La tattica inglese è stata oggetto di dibattito sia a quei tempi che successivamente.
Per parecchi giorni le due flotte navigarono sorvegliandosi l'un l'altra a vista, con il de Grasse che preferiva tenere gl'inglesi fuori della baia, mentre ci si aspettava l'arrivo del de Barras con indispensabili attrezzature per l'assedio di Yorktown. Il 13 settembre de Grasse si sganciò dal contatto con gl'inglesi e rientrò a Chesapeake, ove era arrivato il Barras con la sua squadra navale. Graves rientrò a New York per effettuare urgenti riparazioni alle sue navi. Egli non riprese il mare fino al 19 ottobre, due giorni dopo la resa di Lord Cornwallis.

## Antefatti
Durante i primi mesi del 1781 le forze armate americane ed inglesi si concentrarono in Virginia, uno stato che non aveva in precedenza sperimentato altro che incursioni navali. 
L'esercito inglese in sede era condotto prima da Benedict Arnold, quindi da William Phillips prima che arrivasse, alla fine di maggio, il generale Lord Cornwallis con il suo esercito del sud per assumere il comando. A giugno egli marciò su Williamsburg, ove ricevette una serie di ordini confusi da parte del generale Henry Clinton, che terminavano con la direttiva di preparare un porto fortificato in acque profonde. A seguito di tale direttiva Cornwallis si diresse a fine luglio verso Yorktown, ove il suo esercito inizio la costruzione di fortificazioni. La presenza di queste truppe britanniche era conforme alla volontà di Clinton di poter disporre colà di un porto che controllasse al baia di Chesapeake, un obiettivo navale essenziale.
Il 21 maggio i generali Washington e Vimeur de Rochambeau, rispettivamente comandanti in capo delle forze rivoluzionarie americane e di quelle alleate francesi in Nord America, s'incontrarono per discutere delle future operazioni da condurre contro gl'inglesi. Essi presero in considerazione un attacco (od un assedio) alla città di New York o, in alternativa, un'operazione militare contro le forze britanniche di stanza in Virginia. Poiché per entrambe le operazioni era necessario un intervento della flotta francese dei Caraibi, venne inviata una nave che portasse un messaggio al contrammiraglio francese François Joseph Paul de Grasse, che si riteneva presente a Cap-Français (oggi Cap-Haïtien) ad Haiti, ponendo in evidenza le possibilità di azione e richiedendo l'appoggio della sua flotta.
Rochambeau, in una nota a parte, scrisse a de Grasse che lui propendeva per l'azione in Virginia. In attesa della flotta francese, i due generali si diressero quindi con i loro eserciti verso White Plains, nello stato di New York, per esaminare le difese della città.

## Arrivo della flotta francese
De Grasse giunse a Cap-Français il 15 agosto e rispose immediatamente ai generali alleati, che sarebbe arrivato a Chesapeake portando con sé 3 200 fanti. Egli salpò immediatamente con l'intera flotta, 28 vascelli da combattimento, e, navigando al di fuori delle normali rotte per evitare l'avvistamento della flotta da parte del nemico, giunse all'imbocco della baia di Chesapeake il 30 agosto, e sbarcò le truppe di terra per contribuire al blocco delle truppe inglesi di Cornwallis. Due fregate britanniche, probabilmente impegnate nel pattugliamento della baia, rimasero intrappolate dall'arrivo della flotta di de Grasse, il che impedì agl'inglesi di stanza a New York di apprendere qual era la reale consistenza della flotta di de Grasse in tempo utile.

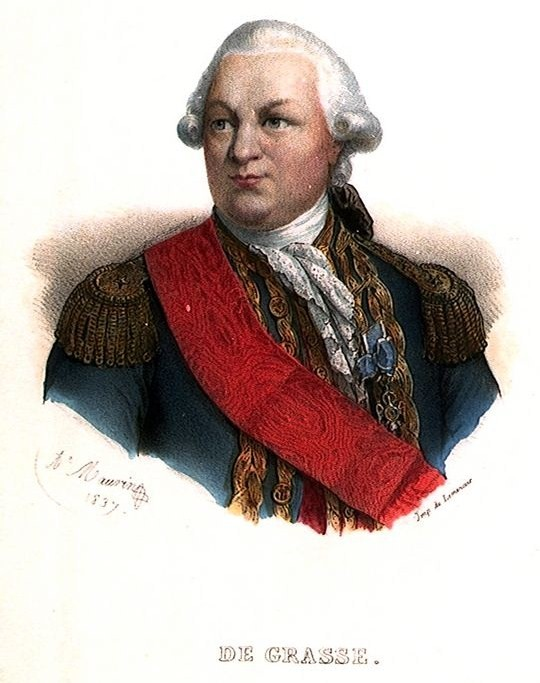
François Joseph Paul, conte de Grasse, incisione a colori di Antoine Maurin

L'ammiraglio britannico George Brydges Rodney, che stava cercando de Grasse intorno ai Caraibi, fu posto in allerta al momento della partenza della flotta francese ma non ne conobbe la destinazione. Credendo che de Grasse avrebbe inviato una parte della sua flotta in Francia, distaccò dalla flotta al suo comando 14 vascelli da combattimento, agli ordini del contrammiraglio Samuel Hood, cui assegnò l'obiettivo di scoprire la destinazione della flotta di de Grasse in Nordamerica. Rodney, che era ammalato, rientrò con il rimanente della sua flotta in Inghilterra per curarsi, rimettere in sesto le sue navi ed infine evitare la stagione degli uragani nell'Atlantico.
Con una rotta più diretta di quella di Grasse, la flotta di Hood giunse di fronte allo stretto che comunicava la baia di Chesapeake con l'oceano il 25 agosto, ma non trovandovi traccia di navi francesi, partì per New York. nel frattempo il suo collega e comandante della flotta di New York, il contrammiraglio Thomas Graves, aveva impiegato parecchie settimane cercando d'intercettare i convogli organizzati da John Laurens per trasportare merci di prima necessità e denaro a Boston. Quando Hood giunse a New York, scoprì che le navi di Graves erano in porto, dato che non erano riuscite ad intercettare alcun convoglio, e che il collega aveva a disposizione solo cinque navi da battaglia pronte al combattimento. De Grasse aveva informato la sua controparte a Newport, il conte de Barras, sulle sue intenzioni e sulla sua presunta data di arrivo a destinazione. De Barras salpò da Newport con 27 vascelli da combattimento, 4 fregate e 18 navi da trasporto con armi francesi e materiale per assedii. Anch'egli scelse deliberatamente una rotta tortuosa per minimizzare il rischio d'incontrare la flotta britannica, nel caso questa fosse salpata da New York per attaccarlo. Washington e Rochambeau intanto avevano attraversato il fiume Hudson il 24 agosto, lasciandosi alle spalle un contingente di truppe come stratagemma per ritardare il più possibile qualsiasi movimento da parte Clinton, volto a portare aiuto a Cornwallis.
Notizie giunte sulla partenza del de Barras portarono gl'inglesi a ritenere che Chesapeake fosse la meta più probabile della sua flotta. Il 31 agosto Graves uscì dal porto di New York con le sue cinque navi per congiungersi alla flotta di Hood. Assumendo il comando della flotta congiunta, ora composta di 19 vascelli, Graves partì per Chesapeake, ove giunse il 5 settembre. Il suo procedere fu lento, le cattive condizioni di alcune delle navi dei Caraibi, contrariamente a quanto sosteneva l'ammiraglio Hood che la sua flotta poteva ancora operare per un mese, richiesero riparazioni nel corso del viaggio. Graves ebbe inoltre qualche problema con le sue navi e la HMS Europe in particolare aveva difficoltà a manovrare.

## Forma dello schieramento in battaglia
Fregate di pattuglia, sia francesi che inglesi, scorsero la flotta avversaria verso le 9 e 30 del mattino; entrambe sottovalutarono le dimensioni della flotta avversaria, facendo così credere che l'altra flotta fosse la flotta inferiore dell'ammiraglio de Barras. Quando le effettive dimensioni delle due flotte parvero evidenti, Graves ritenne che de Grasse e de Barras avessero già unito le loro forze e si preparò alla battaglia, dirigendo la sua rotta verso l'imbocco della baia, aiutato dai venti che soffiavano da nord-nordest.
De Grasse aveva distaccato alcune sue navi per bloccare gli estuari dei fiumi York e James, entrambi sboccanti nella baia, e molte navi all'ancora mancavano di ufficiali, marinai e scialuppe al momento in cui venne avvistata la flotta inglese.
Egli inoltre ebbe difficoltà ad impostare uno schieramento di battaglia poiché stava salpando al momento in cui iniziava l'alta marea, con venti e strutture a terra che lo richiedevano e con bordeggio opposto a quello inglese.
Alle 11 e 30 del mattino, 24 navi della flotta francese levarono le ancore e salparono uscendo dalla baia con la marea di mezzogiorno e lasciando a terra le scialuppe. Alcune navi erano seriamente mal governate, mancando circa 200 uomini, e non tutti i loro cannoni potevano essere così utilizzati. De Grasse aveva ordinato alle navi di porsi in linea non appena uscite dalla baia, in ordine di velocità, senza riguardo al loro normale ordine di navigazione. La nave dell'ammiraglio Louis de Bougainville, l'Auguste, fu una delle prime fuori combattimento: con uno squadrone di tre altre navi Bougainville uscì troppo avanti rispetto allo schieramento delle altre navi di de Grasse ed alle ore 15 e 45 la distanza era sufficientemente ampia da consentire alle navi britanniche di tagliarle fuori dal resto della flotta.

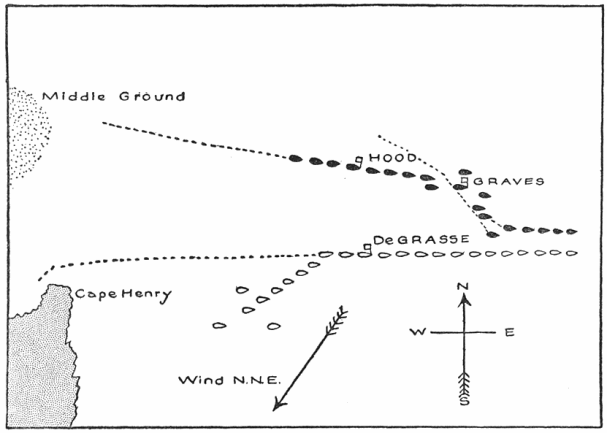
Formazione delle flotte: le navi britanniche sono nere, quelle francesi bianche. A sinistra le secche che Graves cercava di evitare.

All'una del pomeriggio le due flotte si stavano quasi fronteggiando, ma bordeggiavano in senso opposto. Per impegnare il nemico ed evitare le secche vicino allo stretto, conosciute con il nome di Middle Ground, verso le ore 2 pomeridiane Graves ordinò all'intera flotta un'abbattuta, manovra che invertì la linea di battaglia ma gli consentì di allineare la flotta francese [IN ITALIANO CORRETTO: gli consentì di ALLINEARSI CON la flotta francese] appena uscita dalla baia. 
Questo pose lo squadrone di Hood, il più aggressivo dei comandanti della flotta inglese, nella parte posteriore della linea e l'ammiraglio Francis Samuel Drake all'avanguardia.
A questo punto entrambe le flotte stavano veleggiando generalmente verso est, lontano dalla baia, con il vento da nord-nordest. Le due linee si stavano avvicinando con un angolo tale per cui le due avanguardie erano ciascuna alla portata di tiro dell'altra, mentre quelle dietro erano troppo distanti per ingaggiare battaglia. I francesi avevano il vantaggio del fuoco, giacché le condizioni del vento erano tali da consentir loro di aprire i portelli dei cannoni del ponte inferiore, mentre gl'inglesi dovevano tenere i loro chiusi per evitare che l'acqua invadesse il ponte inferiore.
La flotta francese, le cui navi erano in uno stato di manutenzione migliore di quelle inglesi, superavano queste ultime sia in numero di navi che di cannoni, i quali inoltre erano più grossi di quelli inglesi, quindi in grado di lanciare proiettili di maggior peso.
Nella flotta britannica le navi HMS Ajax ed HMS Terrible, entrambi appartenenti allo squadrone dei Caraibi, il più impegnato, erano in cattive condizioni. A questo punto Graves non sfruttò il suo potenziale vantaggio della separazione delle avanguardie: accorciando le distanze dalla flotta inglese, quella francese accorciava anche le distanze fra i propri schieramenti.
La necessità per le due linee di disporsi parallelamente per poter disporre pienamente della capacità di fuoco, spinse Graves ad inviare segnali contraddittori che furono interpretati dall'ammiraglio Hood, che dirigeva lo squadrone di retroguardia, diversamente da quanto voleva dire Graves [IN ITALIANO CORRETTO: furono interpretati (...) in modo errato].
Nessuna opzione per chiudere l'angolo fra le due linee era favorevole al comandante britannico: ogni manovra che portasse più vicine le navi limitava la capacità di fuoco dei loro cannoni nella parte ricurva della fiancata ed esponeva i ponti alle "infilate" da parte dei cannoni avversari.
Graves lanciò due segnali: uno di line ahead, in base al quale le navi inglesi avrebbero dovuto lentamente raccorciare le distanze e quindi rafforzare la loro linea una volta disposti parallelamente al nemico, l'altro di "close action", che normalmente indica che le navi devono accostare per avvicinarsi direttamente al nemico, voltandosi quando la giusta distanza viene raggiunta. Questa combinazione di segnali comportò l'arrivo frammentario delle sue navi nella zona di combattimento. L'ammiraglio Hood interpretò queste istruzioni nel senso di mantenere la linea di combattimento per dare precedenza al segnale di "close action", e quindi non accostò rapidamente e perciò non venne mai coinvolto in modo significativo nella battaglia.

## La battaglia vera e propria
Verso le 4 pomeridiane, circa sei ore dopo che le due flotte si erano avvistate per la prima volta, gl'inglesi, che si avevano il cosiddetto weather gage (cioè la condizione favorevole per attaccare) aprirono il fuoco. La prima a farlo fu la HMS Intrepid contro la francese Marseillais, la più vicina sulla linea di combattimento. L'attacco divenne tosto generale, con l'avanguardia ed il centro di ciascuna delle due linee avversarie coinvolte. I francesi, usando una tecnica per la quale erano noti, tendevano a centrare gli alberi ed alle manovre delle navi britanniche allo scopo di ridurne la mobilità. Gli effetti di questa tattica si videro nelle navi HMS Shrewsbury ed HMS Intrepid, che erano in testa alla linea di combattimento inglese e che vennero presto impossibilitate a manovrare ed usciro dallo schieramento. Anche le altre navi dello squadrone dell'ammiraglio Drake patirono gravi danni, ma le perdite non furono così pesanti come quelle subite dalle prime due navi. 
Anche l'angolo di avvicinamento della linea britannica giocò un ruolo nei danni successivamente patiti: le navi della loro avanguardia furono esposte al fuoco d'"infilata" quando solo i loro cannoni della parte ricurva dei ponti poterono puntare alle navi francesi.
Anche l'avanguardia francese subì perdite, ma meno gravi. Il capitano de Boades, comandante della Réfléchi, venne ucciso a causa di una bordata dell'HMS Princessa, dello quadrone di Drake, e le quattro navi dell'avanguardia francese furono, secondo un loro osservatore, «…impegnate da presso da sette od otto vascelli nemici.» La nave francese Diadème, secondo un ufficiale francese, «…non fu più del tutto in grado di continuare il combattimento essendole rimasti utilizzabili solo quattro pezzi da trentasei libbre ed uno da diciotto.» e fu malamente colpita: fu recuperata da un tempestivo intervento della nave francese Saint-Esprit.
La nave inglese Princessa e quella di Bougainville, Auguste, ad un certo punto si erano talmente avvicinate che l'ammiraglio francese prese seriamente in considerazione l'idea di un abbordaggio durante l'azione: Drake cercò di allontanarsi ma ciò diede a Bougainville l'opportunità di bersagliare il vascello inglese Terrible. Il suo albero maestro, già in cattive condizioni prima della battaglia, fu colpito da più cannonate francesi e le sue pompe, già sovraccaricate nel tentativo di tenere la nave a galla, vennero gravemente danneggiate.
Verso le 5 del pomeriggio il vento cominciò a soffiare in direzione sfavorevole agl'inglesi. De Grasse segnalò all'avanguardia di spingersi in avanti in modo che un maggior numero delle sue navi potesse impegnarsi nel combattimento, ma Bougainville, completamente impegnato dall'avanguardia britannica, a tiro di moschetto, non volle rischiare. Quando finalmente poté avanzare, i capi britannici interpretarono questa mossa come una ritirata: «…l'avanguardia francese è stata fortemente danneggiata, poiché è costretta a sganciarsi»
Invece d'inseguirla, gl'inglesi rimasero indietro limitandosi ad inseguirla solo con il fuoco a lunga gittata; ciò suggerì ad un ufficiale francese a scrivere che gl'inglesi «…s'impegnarono [in battaglia] solo da lontano e solo per poter affermare che avevano combattuto.» Il tramonto provocò la cessazione del fuoco e le due flotte continuarono a sorvegliarsi a distanza lontano dalla baia.
La parte centrale di entrambe le linee fu coinvolta, ma il livello di perdite e danni fu molto minore. Le navi delle squadre in retroguardia non furono praticamente coinvolte nei combattimenti e l'ammiraglio Hood riferì che tre delle sue navi spararono solo pochi colpi. . I segnali lanciati da Graves durante il combattimento e le divergenze da quanto registrato in proposito da Hood sul come e sul quando, diedero luogo ad immediate recriminazioni, dibattiti scritti ed infine ad un'inchiesta formale.

## Stallo
Quella sera Graves fece la conta dei danni subiti. Egli annotò che «…sembra che francesi non abbiano subito danni di entità pari ai nostri» e che cinque navi della sua flotta stavano imbarcando acqua od erano impossibilitate a manovrare normalmente. De Grasse scrisse che «…abbiamo il sentore, dal modo in cui le navi inglesi veleggiavano, che esse abbiano subito gravi danni.» Ciò non di meno Graves mantenne una posizione di favore del vento nel corso della notte in modo da essere nella posizione migliore per la battaglia del mattino successivo ma le riparazioni in corso dimostravano chiaramente che la sua flotta non sarebbe stata in grado di affrontare un'altra battaglia l'indomani. Nella notte del 6 settembre egli tenne consiglio con Hood e Drake. Nel corso di quest'incontro Hood e Graves si scambiarono probabilmente le rispettive opinioni sulla questione dei segnali contraddittori emessi da Graves il giorno prima ed Hood propose d'invertire la rotta dirigendo la flotta verso la baia di Chesapeake. Graves respinse questo piano e le flotte proseguirono la loro deriva verso est, allontanandosi da Cornwallis.
L'8 ed il 9 settembre la flotta francese ebbe nuovamente il vento in suo favore e minacciò quella inglese di un nuovo attacco.
Le vedette francesi avvistarono la flotta di de Barras il 9 settembre e la flotta di de Grasse, quella notte stessa, invertì la rotta dirigendosi verso la baia di Chesapeake, ove giunse il 12 settembre, apprendendo che la flotta di de Barras era arrivata due giorni prima.
Intanto Graves l'11 settembre ordinò l'affondamento della propria nave Terrible a causa dell'impossibilità di impedire il continuo imbarco di acqua ed il 13 apprese che la flotta francese era rientrata nella baia di Chesapeake. Egli tuttavia non sapeva che della flotta francese contro la quale aveva appena combattuto non faceva parte quella di de Barras, poiché le fregate che gli fecero rapporto non avevano contato le navi nemiche.
In un consiglio tenuto quello stesso giorno l'ammiraglio decise di non procedere ad un altro attacco alla flotta francese a causa «…del veramente deplorevole stato in cui ci siamo ridotti.» Graves quindi diresse la sua malconcia flotta verso New York, e giunse al largo di Sandy Hook il 20 settembre.

## Conseguenze

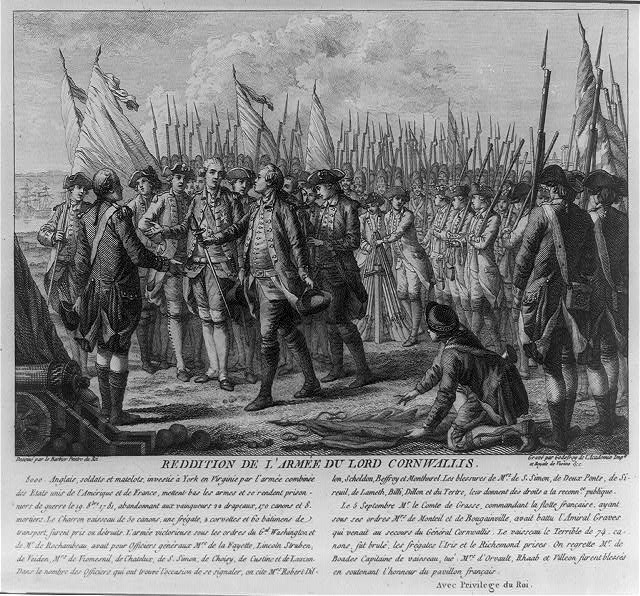
La resa di Lord Cornwallis, 19 ottobre 1781 a Yorktown.

L'arrivo della flotta inglese a New York gettò nel panico la popolazione lealista della città. Anche a Londra la notizia della sconfitta fu presa male, re Giorgio III scrisse (molto prima della resa di Lord Cornwallis) che: «…dopo aver appreso della sconfitta della nostra flotta [...] io penso quasi che il nostro impero sia perduto».
Il successo dei francesi lasciò saldamente nelle loro mani il controllo della baia di Chesapeake, completando così l'accerchiamento di Lord Cornwallis.
Oltre ad aver catturato un certo numero di piccole navi inglesi, de Grasse e de Barras assegnarono alle loro navi minori il compito di provvedere al trasporto delle truppe di Washington e di Rochambeau da Elkton, nel Maryland, ad Yorktown.
Fu solo il 23 settembre che Graves e Clinton appresero che la flotta francese a Chesapeake contava 36 navi. La notizia giunse con un dispaccio fatto sgusciare da Cornwallis il 17 settembre ed accompagnato da una richiesta di aiuto:«Se non mi soccorrete immediatamente, preparatevi ad udire il peggio»
Dopo le riparazioni effettuate a New York, l'ammiraglio Graves salpò con 25 vascelli da combattimento e navi da trasporto recanti 7 000 soldati per aiutare Cornwallis. Erano già passati due giorni dalla resa di Cornwallis.
Il generale Washington riconobbe a de Grasse l'importanza del suo ruolo nella vittoria:«Voi avrete visto che, qualunque sia stato lo sforzo compiuto dalle forze di terra, alla marina deve essere riconosciuto, nell'attuale contesto, il miglior voto.». La resa finale di Cornwallis condusse al Trattato di Parigi, che due anni dopo chiuse il conflitto tra Regno Unito e colonie americane ribelli, le quali ottennero il riconoscimento ufficiale da parte britannica del loro nuovo Stato indipendente.
L'ammiraglio de Grasse rientrò con la sua flotta nei Caraibi. In uno scontro con gl'inglesi nella battaglia delle Saintes, che pose termine nel 1782 ai piani franco-ispanici di occupare la Giamaica, egli fu sconfitto e preso prigioniero dall'ammiraglio Rodney, e la sua nave ammiraglia, la Ville de Paris, andò perduta durante un uragano mentre veniva trasportata in Inghilterra come bottino di guerra. Graves, nonostante la controversia sulle segnalazioni durante la battaglia navale di Chesapeake, continuò a prestar servizio nella Marina britannica raggiungendo il grado di ammiraglio ed ottenendo la parìa d'Irlanda.

## Analisi
Molti aspetti della battaglia sono stati oggetto di dispute sia da parte dei contemporanei che degli storici, a cominciare proprio dalla fine della battaglia.
Il 6 settembre l'ammiraglio Graves redasse un memorandum nel quale giustificava l'utilizzo dei segnali controversi, indicando che «…[quando] il segnale per lo schieramento in battaglia viene issato nel medesimo tempo di quello di battaglia, non è affatto sottinteso che quest'ultimo debba essere considerato inefficace a causa di una stretta obbedienza al primo»
Hood, nel suo commento redatto sul rovescio di questa copia, osservò che ciò escludeva ogni possibilità di impegnare un nemico in battaglia, che fosse schierato in modo non ordinato, poiché esso richiederebbe che lo schieramento britannico sia anch'esso disordinato. Invece egli sostenne che «…la flotta Britannica dovesse mantenersi il più compatta possibile per afferrare il momento critico del vantaggio di aprire il fuoco per primo…»
Altri criticano Hood poiché egli «…non aiutò sinceramente il suo capo…» e che un ufficiale di rango inferiore «…sarebbe stato sottoposto alla corte marziale per non aver fatto del suo meglio per impegnare in battaglia il nemico…»
Uno scrittore contemporaneo, critico sull'autoaffondamento del Terrible, scrisse che «…esso non imbarcava acqua più di quanto facesse prima [dell'inizio della battaglia]…» e più acidamente: «Se a capo della flotta ci fosse stato un abile ufficiale, il Terrible non sarebbe stato distrutto.» L'ammiraglio Rodney fu critico nei confronti delle tattiche di Graves scrivendo: «…contraendo la sua stessa linea egli avrebbe potuto condurre le sue diciannove navi contro le quattordici o quindici nemiche, […] renderle inservibili prima che potessero ricevere soccorsi, [… ed] ottenere una piena vittoria» Difendendo il proprio comportamento nel non inviare la sua intera flotta nel Nordamerica, egli scrisse inoltre che «… se l'ammiraglio in America avesse incontrato Sir Samuel Hood vicino a Chesapeake…», la resa di Cornwallis avrebbe potuto essere evitata.
Lo storico della Marina degli Stati Uniti, Frank Chadwick, riteneva che de Grasse avrebbe potuto ostacolare la flotta britannica semplicemente stando fermo: le dimensioni della sua flotta sarebbero state sufficienti ad evitare qualsiasi tentativo di Graves di forzare il passaggio.

## Riconoscimenti
Al Cape Henry Memorial, sito in Fort Story a Virginia Beach, c'è un monumento che commemora il contributo di de Grasse e dei suoi marinai alla causa dell'indipendenza americana.

## Schieramento in battaglia
| Flotta britannica | Flotta britannica                               | Flotta britannica                               | Flotta britannica                               | Flotta britannica                               | Flotta britannica                               | Flotta britannica                               | Flotta britannica                                                                 |
| Nave | Classe (Rate)                                   | Cannoni                                         | Comandante                                      | Perdite                                         | Perdite                                         | Perdite                                         | Note                                                                              |
| Nave | Classe (Rate)                                   | Cannoni                                         | Comandante                                      | Morti                                           | Feriti                                          | Totale                                          | Note                                                                              |
| Avanguardia (Retroguardia durante la battaglia) | Avanguardia (Retroguardia durante la battaglia) | Avanguardia (Retroguardia durante la battaglia) | Avanguardia (Retroguardia durante la battaglia) | Avanguardia (Retroguardia durante la battaglia) | Avanguardia (Retroguardia durante la battaglia) | Avanguardia (Retroguardia durante la battaglia) | Avanguardia (Retroguardia durante la battaglia)                                   |
| --- | ----------------------------------------------- | ----------------------------------------------- | ----------------------------------------------- | ----------------------------------------------- | ----------------------------------------------- | ----------------------------------------------- | --------------------------------------------------------------------------------- |
| HMS Alfred | Terza classe                                    | 74                                              | Capitano William Bayne                          | 0                                               | 0                                               | 0                                               |                                                                                   |
| HMS Belliqueux | Terza classe                                    | 64                                              | Capitano James Brine                            | 0                                               | 0                                               | 0                                               |                                                                                   |
| HMS Invincible | Terza classe                                    | 74                                              | Capitano Charles Saxton                         | 0                                               | 0                                               | 0                                               |                                                                                   |
| HMS Barfleur | Seconda classe                                  | 98                                              | Capitano Alexander Hood                         | 0                                               | 0                                               | 0                                               | Avanguardia, Contrammiraglio of the Blue Samuel Hood                              |
| HMS Monarch | Terza classe                                    | 74                                              | Capitano Francis Reynolds, terzo Barone Ducie   | 0                                               | 0                                               | 0                                               |                                                                                   |
| HMS Centaur | Terza classe                                    | 74                                              | Capitano John Nicholson Inglefield              | 0                                               | 0                                               | 0                                               |                                                                                   |
| Centro |                                                 |                                                 |                                                 |                                                 |                                                 |                                                 |                                                                                   |
| HMS America | Terza classe                                    | 64                                              | Capitano Samuel Thompson                        | 0                                               | 0                                               | 0                                               |                                                                                   |
| HMS Bedford | Terza classe                                    | 74                                              | Capitano Thomas Graves                          | 0                                               | 0                                               | 0                                               |                                                                                   |
| HMS Resolution | Terza classe                                    | 74                                              | Capitano Lord Robert Manners                    | 3                                               | 16                                              | 19                                              |                                                                                   |
| HMS London | Seconda classe                                  | 98                                              | Capitano David Graves                           | 4                                               | 18                                              | 22                                              | Bandiera della flotta, Contrammiraglio of the Red Sir Thomas Graves               |
| HMS Royal Oak | Terza classe                                    | 74                                              | Capitano John Plumer Ardesoif                   | 4                                               | 5                                               | 9                                               |                                                                                   |
| HMS Montagu | Terza classe                                    | 74                                              | Capitano George Bowen                           | 8                                               | 22                                              | 30                                              |                                                                                   |
| HMS Europe | Terza classe                                    | 64                                              | Capitano Smith Child                            | 9                                               | 18                                              | 27                                              |                                                                                   |
| Retroguardia (Avanguardia durante la battaglia) |                                                 |                                                 |                                                 |                                                 |                                                 |                                                 |                                                                                   |
| HMS Terrible | Terza classe                                    | 74                                              | Capitano William Clement Finch                  | 4                                               | 21                                              | 11                                              | autoaffondata dopo la battaglia                                                   |
| HMS Ajax | Terza classe                                    | 74                                              | Capitano Nicholas Charrington                   | 7                                               | 16                                              | 23                                              |                                                                                   |
| Nave spagnola Princessa | Terza classe                                    | 70                                              | Capitano Charles Knatchbull                     | 6                                               | 11                                              | 17                                              | Bandiera di contrammiraglio, Contrammiraglio of the Blue Sir Francis Samuel Drake |
| HMS Alcide | Terza classe                                    | 74                                              | Capitano Sir Charles Thompson                   | 2                                               | 18                                              | 20                                              |                                                                                   |
| HMS Intrepid | Terza classe                                    | 64                                              | Capitano Anthony James Pye Molloy               | 21                                              | 35                                              | 56                                              |                                                                                   |
| HMS Shrewsbury | Terza classe                                    | 74                                              | Capitano Mark Robinson                          | 14                                              | 52                                              | 66                                              |                                                                                   |
| Sommario delle perdite | Sommario delle perdite                          | Sommario delle perdite                          | Sommario delle perdite                          | 90                                              | 246                                             | 336                                             |                                                                                   |
| Salvo diversa indicazione, le informazioni di questa tabella provengono dal The Magazine of American History With Notes and Queries, Volume 7, p. 370. I nomi dei comandanti provengono invece da Joseph Allen, Battles of the British Navy, London, Henry G. Bohn, 1852 , p. 321 |                                                 |                                                 |                                                 |                                                 |                                                 |                                                 |                                                                                   |

le fonti consultate (comprese le Memorie di de Grasse, sono opere dedicate o alla battaglia o contenenti dettagliati ordini di battaglia, come quelle di Larrabee (1964) e Morrissey (1997)) non elencano le perdite per nave riguardo alle navi francesi. Larrabee riferisce che i francesi subirono complessivamente 209 caduti Bougainville registra 10 morti e 58 feriti solo a bordo dell'Auguste.
L'esatto ordine con il quale i francesi si schierarono quando uscirono dalla baia non è noto con certezza. Larrabee osserva che molti osservatori scrissero diverse versioni quando lo schieramento era completato e Bougainville registra configurazioni diverse.
| Flotta francese | Flotta francese | Flotta francese | Flotta francese                                                | Flotta francese |
| Nave | Classe (Rate)   | Cannoni         | Comandante                                                     | Note |
| Avanguardia | Avanguardia     | Avanguardia     | Avanguardia                                                    | Avanguardia |
| --- | --------------- | --------------- | -------------------------------------------------------------- | --- |
| Pluton | Terza classe    | 74              | Capitano François-Hector, Comte d'Albert de Rions              | |
| Marseillois | Terza classe    | 74              | Capitano Henri-César, marchese de Castellane Masjastre         | |
| Bourgogne | Terza classe    | 74              | Capitano Charles, Conte di Charitte                            | |
| Diadème | Terza classe    | 74              | Capitano Louis-Augustin Monteclerc                             | |
| Réfléchi | Terza classe    | 64              | Capitano Jean-François-Emmanuel de Brune de Boades †           | |
| Auguste | Terza classe    | 80              | Capitano Pierre-Joseph, Chevalier de Castellan                 | Bandiera dell'avanguardia , Ammiraglio Louis Antoine de Bougainville                                                                       |
| Saint-Esprit | Terza classe    | 80              | Capitano Joseph-Bernard, Marquis de Chabert                    | |
| Caton | Terza classe    | 64              | Capitano Framond                                               | |
| Centro |                 |                 |                                                                | |
| César | Terza classe    | 74              | Brigadiere Jean-Charles-Régis-Coriolis d'Espinouse             | |
| Destin | Terza classe    | 74              | Capitano François-Louis-Edme-Gabriel, Conte du Maitz de Goimpy | |
| Ville de Paris | Prima classe    | 110             | Capitano Albert Cresp de Saint-Cezaire                         | Bandiera di centro , Ammiraglio Louis-René-Madeleine de Latouche-Tréville Bandiera della flotta, Ammiraglio François Joseph Paul de Grasse |
| Victoire | Terza classe    | 74              | Capitano François d'Albert de Saint-Hyppolyte                  | |
| Sceptre | Terza classe    | 74              | Capitano Louis-Philippe de Rigaud, Marquis de Vaudreuil        | |
| Northumberland | Terza classe    | 74              | Capitano Bon-Chrétien, Marquis de Bricqueville                 | |
| Palmier | Terza classe    | 74              | Capitano Jean-François, barone d'Arros d'Argelos               | |
| Solitaire | Terza classe    | 64              | Capitano Comte de Cicé-Champion                                | |
| Citoyen | Terza classe    | 74              | Capitano d'Alexandre, Conte d'Ethy                             | |
| Retroguardia |                 |                 |                                                                | |
| Scipion | Terza classe    | 74              | Capitano Pierre-Antoine, conte de Clavel                       | |
| Magnanime | Terza classe    | 74              | Capitano Jean-Antoine, conte Le Bègue                          | |
| Hercule | Terza classe    | 74              | Capitano Jean-Baptiste Turpin du Breuil                        | |
| Languedoc | Terza classe    | 80              | Capitano Hervé-Louis-Joseph-Marie, conte Duplessis-Parscau     | Bandiera della retroguardia, Comandante di Squadra navale François-Aymar, conte de Monteil                                                 |
| Zélé | Terza classe    | 74              | Capitano Balthazar de Gras-Préville                            | |
| Hector | Terza classe    | 74              | Capitano Laurent-Emanuel de Renaud d'Aleins                    | |
| Souverain | Terza classe    | 74              | Capitano Jean-Baptiste, barone de Glandevès                    | |
| Salvo diversa indicazione, le informazioni di questa tabella provengono da: Harold Larrabee, Decision at the Chesapeake, p. 284 |                 |                 |                                                                | |